# Ludwig Gössing
Ludwig Gössing est un cavalier ouest-allemand né le 13 mai 1938 à Dortmund.

## Carrière
Sa carrière amateur est principalement marquée par une médaille de bronze remportée aux Jeux olympiques de Munich en 1972 en concours complet par équipes avec Harry Klugmann, Karl Schultz et Horst Karsten.